# Arrondissement des Chardonnières

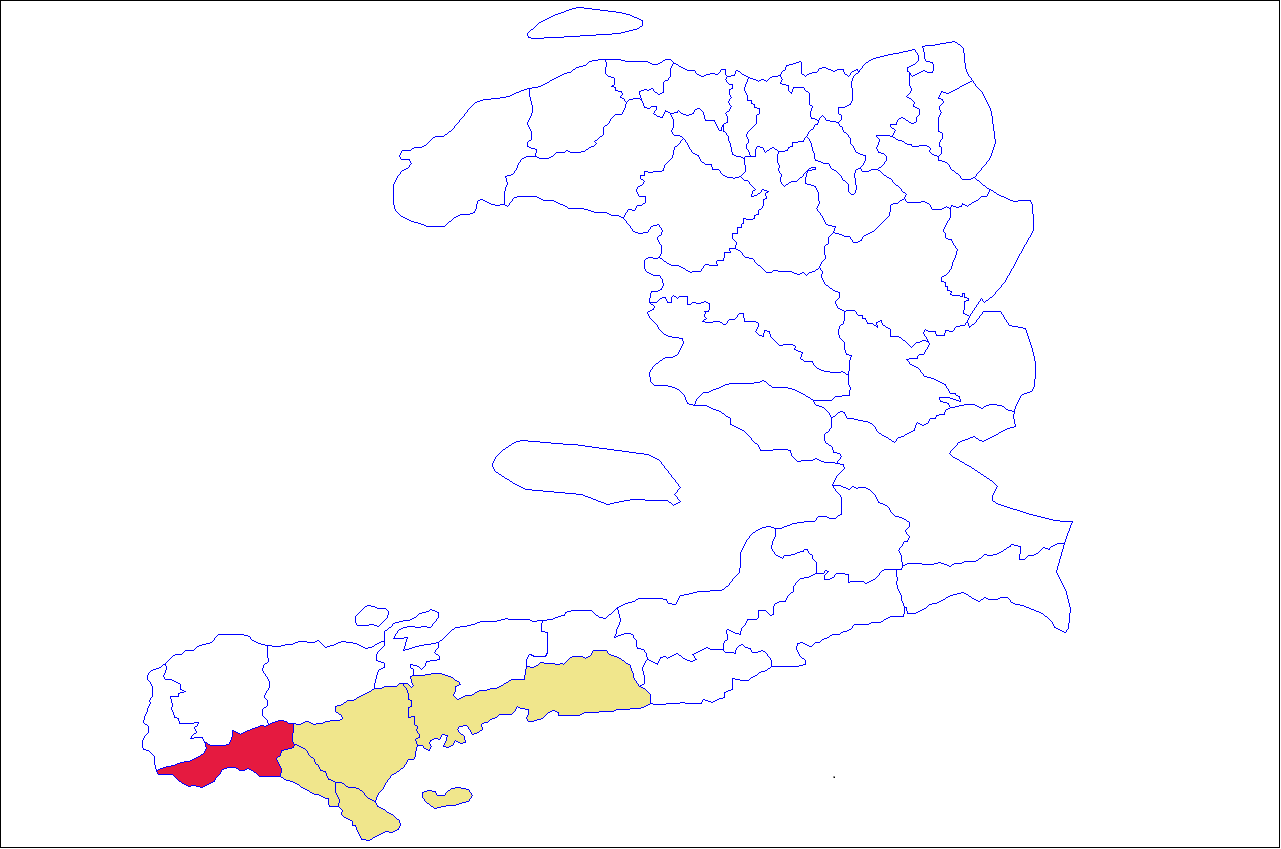
Lage des Arrondissements Chardonnières in Haiti und im Département Sud

Das Arrondissement des Chardonnières genannt, (haitianisch-kreolisch: Chadonyè) ist eine der fünf Verwaltungseinheiten des Départements Sud, Haiti. Hauptort ist die Gemeinde Les Chardonnières.

## Lage und Beschreibung
Das Arrondissement liegt im Westen des Départements Sud. Im Süden hat es eine Küste zum Karibischen Meer. 
Benachbart ist im Norden das Arrondissement Jérémie, im Nordosten das Arrondissement Corail, im Osten das Arrondissement Les Cayes, im Südosten das Arrondissement Côteaux und im Nordwesten das Arrondissement Anse d’Hainault.
In dem Arrondissement gibt es drei Gemeinden:
- Chardonnières (rund 25.000 Einwohner),
- Les Anglais (rund 30.000 Einwohner) und
- Tiburon (rund 23.000 Einwohner), der der Halbinsel ihren Namen gab.

Das Arrondissement hat insgesamt rund 78.000 Einwohner (Stand: 2015).
Die Route Départementale 25 (RD-25) verbindet das Arrondissement via Port-Salut mit dem Straßensystem Haitis.

## Wirtschaft
Landwirtschaft und Viehzucht bilden die wirtschaftliche Grundlage der Region. Chardonnières gilt als das bedeutendste Weinbaugebiet Haitis, wo traditionell Weintrauben an Hauslauben angebaut werden. Das jährliche „Festival du Raisin“ (Traubenfest) im Juli fördert den lokalen Weinbau und das kulturelle Erbe der Region.
Die Weinbautradition reicht bis in die Kolonialzeit zurück: Früher wurden die dort angebauten Trauben sogar an den französischen Königshof geliefert. Der Traubenanbau ist bis heute ein bedeutendes kulturelles Merkmal der Region.